# Талая (Иркутская область)
Та́лая — село в Тайшетском районе Иркутской области России. Административный центр Тальского муниципального образования.

## География
Село расположено на расстоянии примерно 42 км к юго-западу от районного центра города Тайшет.

## Население
| 2002 | 2010 | 2011 | 2012 |
| ---- | ---- | ---- | ---- |
| 484  | ↘390 | ↘389 | ↘388 |

### Половой состав
По данным Всероссийской переписи, в 2010 году в селе проживало 390 человек (202 мужчины и 188 женщин).